# Tamina Snuka
Sarona Moana-Marie Reiher Snuka, meglio nota con il ring name Tamina (Vancouver, 10 gennaio 1978), è una wrestler statunitense.
Nella sua carriera ha vinto per una volta il Women's Tag Team Championship con Natalya e per nove volte il 24/7 Championship. È figlia del wrestler Jimmy Snuka.

## Carriera

### WWE (2008–2024)

#### Florida Championship Wrestling (2008–2010)
Debuttò in FCW il 25 dicembre 2008 come Manager di Donny Marlow. Si allenò con gli Usos e fece loro da manager quando vinsero il FCW Florida Tag Team Championship contro Michael McGillicutty e Brett DiBiase. Nei tapings FCW del 15 aprile Tamina, Jimmy Uso e Jey Uso persero un incontro di squadra contro Aksana, Hunico e Epico. Il debutto in singolo avvenne due settimane più tardi, quando perse contro A.J.. Ottenne la prima vittoria in un Tag-Team match insieme a Maxine contro A.J. & Naomi, sconfiggendo anche Aksana & Naomi. 
Nei tapings FCW del 22 luglio provò a conquistare l'FCW Divas Championship, ma venne sconfitta dalla campionessa Naomi.

#### Alleanza con gli Usos (2010)

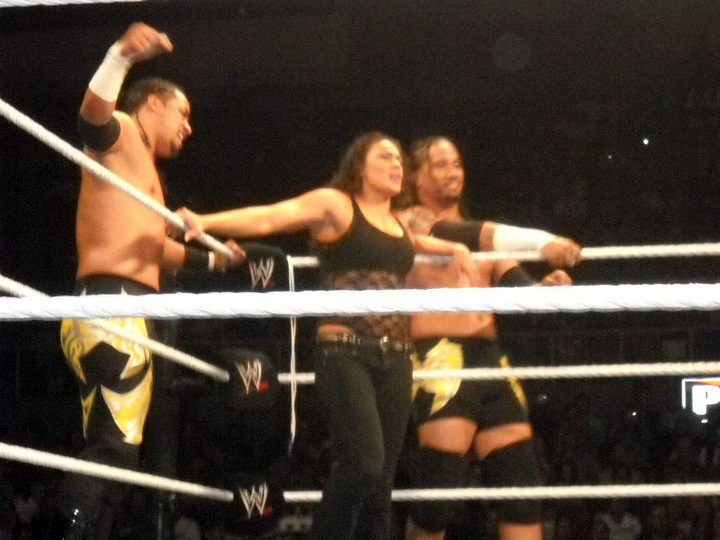
Tamina (al centro) insieme agli Usos nel settembre del 2010

Nella puntata di Raw del 24 maggio 2010, Tamina debuttò come heel, sotto il ring name Tamina, insieme a Jimmy e Jey Uso, quando attaccarono gli allora Unified Tag Team Champions, la Hart Dynasty (David Hart Smith, Tyson Kidd e Natalya). Il 20 giugno, a Fatal 4-Way, Tamina e gli Uso vennero sconfitti dalla Hart Dynasty in un Mixed tag team match. Nella puntata di Raw del 21 giugno, il lumberjack match tra Tamina e Natalya finì in no-contest a causa dell'attacco del Nexus verso le superstar a bordo ring. Nella puntata di Raw del 12 luglio, Tamina e gli Uso sconfissero la Hart Dynasty in un Mixed tag team match. Nella puntata di Raw del 2 agosto Tamina, Jillian Hall e la Divas Champion Alicia Fox sconfissero Eve Torres, Gail Kim e Natalya. Nella puntata di Raw del 27 settembre, Tamina prese parte a una 10-Divas Battle royal match per decretare la sfidante al Divas Championship detenuto da Michelle McCool, ma fu eliminata da Eve Torres. Nella puntata di Raw dell'8 novembre Tamina, Alicia Fox e Maryse furono sconfitte da Eve Torres e le Bella Twins (Brie Bella e Nikki Bella).

#### Alleanza con Santino Marella (2010–2011)
Successivamente, gli Uso (Jimmy Uso e Jey Uso) iniziarono un feud con Santino Marella e Vladimir Kozlov per il Tag Team Championship e Tamina si innamorò di Santino. Nella puntata di Raw del 29 novembre Tamina, Alicia Fox e Maryse vengono sconfitte da Gail Kim, Melina e Natalya; durante il match, Tamina se ne andò nel backstage insieme a Santino Marella, effettuando un turn face. Nella puntata di Raw del 13 dicembre, Tamina ha preso parte a una Divas Battle royal match con in palio la possibilità di essere eletta Diva of the Year, ma è stata eliminata. Nella puntata di Raw del 20 dicembre, Tamina e Santino Marella hanno sconfitto Maryse e Ted DiBiase. Nella puntata di Superstars del 3 febbraio 2011, Tamina è stata sconfitta da Melina. Nella puntata di Raw del 7 febbraio Tamina, Gail Kim e Eve Torres hanno sconfitto le Bella Twins (Brie Bella e Nikki Bella) e Melina. Nella puntata di Raw del 28 febbraio, Tamina ha preso parte a una Divas Battle royal match che avrebbe decretato la prima sfidante al Divas Championship detenuto da Eve Torres, ma è stata eliminata. Nella puntata di Superstars del 17 marzo Tamina, Gail Kim, Eve Torres e Natalya hanno sconfitto Alicia Fox, Melina e le Bella Twins.

#### Alleanza con Rosa Mendes (2011)

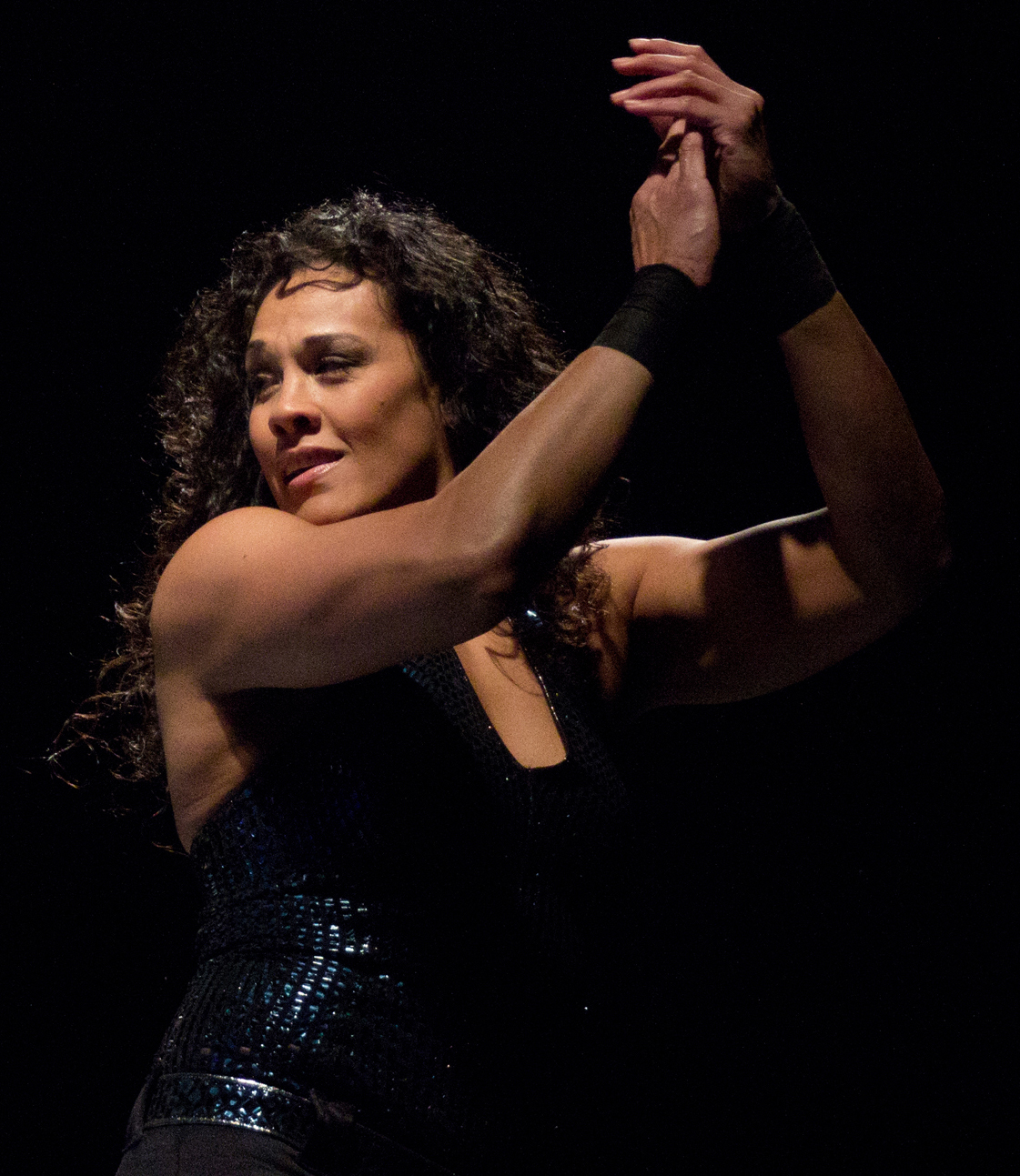
Tamina nel gennaio del 2012

Nel Draft del 2011, Tamina passa da Raw a SmackDown. Debutta nella puntata di Smackdown del 27 maggio, sconfiggendo in coppia con Alicia Fox il team composto da AJ e Kaitlyn, turnando heel. Nella puntata di Smackdown del 3 giugno, Tamina e Alicia Fox hanno sconfitto nuovamente AJ e Kaitlyn. Nella puntata di Smackdown del 10 giugno, Tamina è stata sconfitta da AJ. Nella puntata di Raw del 13 giugno Tamina, Alicia Fox, Maryse, Melina, Rosa Mendes e le Bella Twins (Brie Bella e Nikki Bella) sono state sconfitte da AJ, Beth Phoenix, Eve Torres, Gail Kim, Kaitlyn, Kelly Kelly e Natalya. Nella puntata di Smackdown del 17 giugno Tamina, Alicia Fox e Rosa Mendes hanno sconfitto AJ, Kaitlyn e Natalya. Nella puntata di Superstars del 23 giugno Tamina, Alicia Fox e Rosa Mendes sono state sconfitte AJ, Kaitlyn e Natalya. Nella puntata di Smackdown dell'8 luglio, Tamina è stata sconfitta nuovamente da AJ. Nella puntata di Raw del 18 luglio Tamina, Alicia Fox, Maryse, Melina, Rosa Mendes e le Bella Twins sono state sconfitte da AJ, Beth Phoenix, Eve Torres, Gail Kim, Kaitlyn, Kelly Kelly e Natalya. Nella puntata di Smackdown del 29 luglio Tamina, Alicia Fox e Rosa Mendes hanno sconfitto AJ, Kaitlyn e Natalya. Nella puntata di Raw del 1º agosto, Tamina ha preso parte a una Divas Battle royal match che avrebbe decretato la prima sfidante al Divas Championship detenuto da Kelly Kelly, ma è stata eliminata. Nella puntata di Superstars dell11 luglio, Tamina è stata sconfitta da Alicia Fox. Nella puntata di Smackdown del 26 agosto, Tamina è stata sconfitta da Kelly Kelly. Nella puntata di Superstars dell8 settembre, Tamina viene sconfitta nuovamente da Alicia Fox. Nella puntata di Superstars del 6 ottobre, Tamina viene sconfitta da AJ. Nella puntata di Raw del 10 ottobre, Tamina e Rosa Mendes sono state sconfitte da Kelly Kelly e Eve Torres. Nella puntata di NXT del 26 ottobre, Tamina è stata sconfitta da Kaitlyn. Nella puntata di Raw del 31 ottobre, Tamina ha preso parte a una Divas Battle royal match che avrebbe decretato la prima sfidante al Divas Championship detenuto da Beth Phoenix, ma è stata eliminata. Nella puntata di NXT del 2 novembre, Tamina è stata sconfitta nuovamente da Kaitlyn. Nella puntata di SmackDown dell'11 novembre, Tamina viene sconfitta da Alicia Fox. Nella puntata di SmackDown del 29 novembre, Tamina ha preso parte a un Mistletoe on a pole match che includeva anche AJ, Aksana, Alicia Fox, Brie Bella, Kaitlyn, Natalya, Nikki Bella e Rosa Mendes, ma il match è stato vinto da Brie.

#### Opportunità titolate (2011–2013)

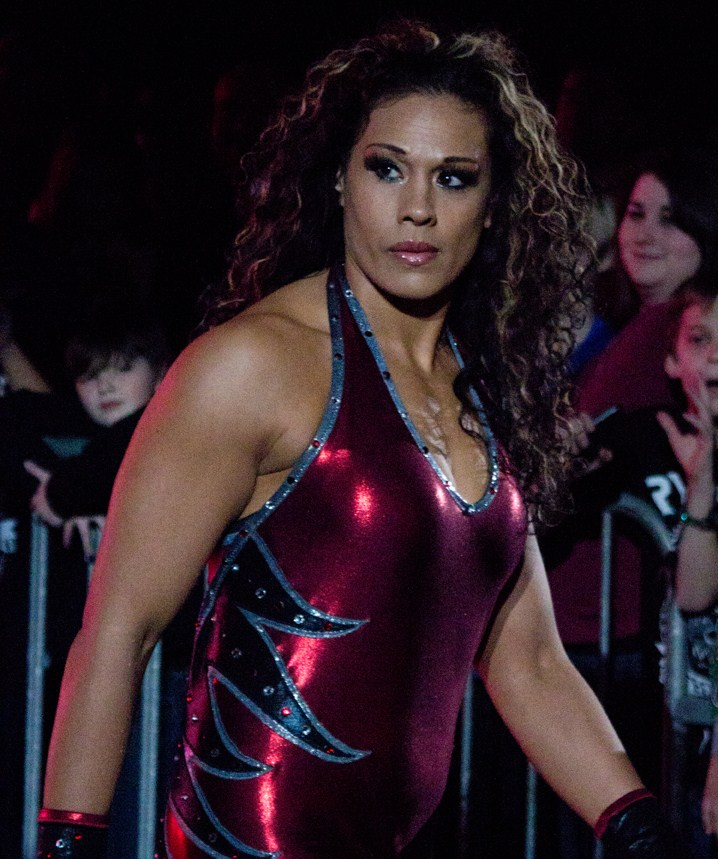
Tamina nel febbraio del 2013

Nella puntata di SmackDown del 30 dicembre 2011, Tamina e Natalya vengono sconfitte da Alicia Fox e Kaitlyn; dopo il match, Tamina attacca con il Superfly Splash la sua compagna, turnando face. Nella puntata di Smackdown del 6 gennaio 2012, Tamina sconfigge Natalya. Nella puntata di Smackdown del 13 gennaio, Tamina sconfigge nuovamente Natalya. Nella puntata di Superstars del 19 gennaio, Tamina sconfigge Natalya per la terza volta. Nella puntata di SmackDown del 27 gennaio, salva Aksana da un attacco della rivale Natalya e la "punisce" con la sua tipica mossa finale, il "Superfly Splash". Il 29 gennaio, alla Royal Rumble, Tamina, Kelly Kelly, Eve Torres e Alicia Fox vengono sconfitte da Beth Phoenix, Natalya e le Bella Twins (Brie Bella e Nikki Bella). Nella puntata di Smackdown del 3 febbraio, Tamina e Aksana vengono sconfitte da Beth Phoenix e Natalya. Nella puntata di Raw del 6 febbraio Tamina, Alicia Fox, Eve Torres e Kelly Kelly sconfiggono Beth Phoenix, Natalya e le Bella Twins. Nella puntata di Raw del 13 febbraio, Tamina cambia il proprio ring name in Tamina Snuka e sconfigge Brie Bella. Nella puntata di SmackDown del 17 febbraio, Tamina e Alicia Fox sconfiggono Beh Phoenix e Natalya. Il 19 febbraio, a Elimination Chamber, Tamina affronta Beth Phoenix con in palio il Divas Championship, venendo sconfitta dopo un'ottima prestazione. Nella puntata di NXT del 7 marzo, Tamina sconfigge Maxine. Nella puntata di Superstars del 22 marzo, Tamina e Natalya vengono sconfitte da Beth Phoenix e Eve Torres. Nella puntata di NXT del 25 aprile, Tamina e Kaitlyn sconfigge Maxine e Natalya. Nella puntata di NXT del 9 maggio, Tamina viene sconfitta da Maxine per sottomissione. Nella puntata di NXT del 30 maggio, Tamina viene sconfitta da Kaitlyn. Nella puntata di NXT del 6 giugno, Tamina sconfigge Natalya. Nella puntata di Raw del 25 giugno, Tamina prende parte a una Divas Battle royal match, ma viene eliminata. Il 15 luglio, a Money in the Bank Tamina, Kaitlyn e la Divas Champion Layla sconfiggono Beth Phoenix, Eve Torres e Natalya. Nella puntata di NXT del 18 luglio, Tamina sconfigge Kaitlyn. Nella puntata di NXT dell'8 agosto, Tamina e Paige sconfiggono Caylee Turner e Kaitlyn. Nella puntata di Raw del 20 agosto, Tamina prende parte a una Divas Battle royal match che avrebbe decretato la prima sfidante al Divas Championship detenuto da Layla, ma viene eliminata da Kaitlyn. Nella puntata di NXT del 22 agosto, Tamina sconfigge Sofia Cortez. Successivamente rimane inattiva per un infortunio alla schiena.
Tamina ritorna alle Survivor Series come heel e aggredisce AJ Lee, mandata da Vickie Guerrero, mettendola K.O. con la "Superfly Splash". Nella puntata di Raw del 19 novembre, difende Vickie Guerrero da AJ, che stava cercando di attaccarla e diventa quindi la sua guardia del corpo. Nella puntata di Raw del 26 novembre, Tamina sconfigge Alicia Fox. Nella puntata di Raw del 3 dicembre, Tamina viene sconfitta da AJ. Il 16 dicembre, nel Pre-Show a TLC, Tamina prende parte al Santa's Helper" No.1 Contender's Diva Battle Royal, dove la vincitrice avrebbe sfidato la Divas Champion Eve Torres quella stessa sera, ma viene eliminata da Naomi. Nella puntata di Raw del 24 dicembre Tamina, Eve Torres, Aksana e Rosa Mendes vengono sconfitte da Layla, Kaitlyn, Alicia Fox e Natalya. Nella puntata di Raw del 31 dicembre, compare in un segmento nel backstage con le altre Divas, per salutare la Hall of Famer Mae Young. Nella puntata di NXT del 2 gennaio 2013, Tamina sconfigge Sasha Banks. Nella puntata di Smackdown del 4 gennaio, Tamina sconfigge Layla. Nella puntata di Raw del 21 gennaio, guarda dal backstage il match tra Alicia Fox e la Divas Champion Kaitlyn, con la vittoria di quest'ultima. Nella puntata di Raw del 28 gennaio, Tamina affronta Kaitlyn in un Lumberjill match, ma il match finisce in un no-contest quando le lumberjill si intromettono nel match. Nella puntata di Main Event del 6 febbraio, Tamina e Aksana vengono sconfitte dalle Funkadactyls (Naomi e Cameron). Nella puntata di Smackdown del 15 febbraio, Tamina sconfigge Layla. Il 17 febbraio, a Elimination Chamber, Tamina affronta Kaitlyn per il Divas Championship, ma viene sconfitta. Nella puntata di Smackdown del 22 febbraio, Tamina e Aksana vengono sconfitte da Kaitlyn e Layla. Nella puntata di Superstars del 7 marzo, Tamina viene sconfitta da Layla. Nella puntata di Smackdown dell'8 marzo, grazie ad una distrazione involontaria di Layla, riesce a battere in un non-title match la Divas Champion Kaitlyn. Nella puntata di Smackdown del 15 marzo, Tamina e Aksana vengono sconfitte da Kaitlyn e Layla. Nella puntata di Smackdown del 13 aprile, Tamina e le Bella Twins (Brie Bella e Nikki Bella) sconfiggono le Funkadactyls e Kaitlyn. Nella puntata di Superstars del 18 aprile, Tamina viene sconfitta da Natalya. Nella puntata di Raw del 22 aprile, Tamina ha preso parte a una Divas Battle royal match che avrebbe decretato la prima sfidante al Divas Championship detenuto da Kaitlyn, ma è stata eliminata da Layla. Nella puntata di Superstars del 26 aprile, Tamina e Aksana vengono sconfitte da Kaitlyn e Layla. Nella puntata di Superstars del 3 maggio, Tamina viene sconfitta da Kaitlyn. Nella puntata di NXT del 5 giugno, Tamina prende parte al torneo per decretare la nuova NXT Women's Champion, ma viene sconfitta da Paige al primo turno. Nella puntata di Superstars dell'8 giugno, Tamina viene sconfitta da Natalya. Nella puntata di Superstars del 15 agosto, Tamina viene sconfitta da Kaitlyn.

#### Alleanza con AJ Lee (2013–2014)

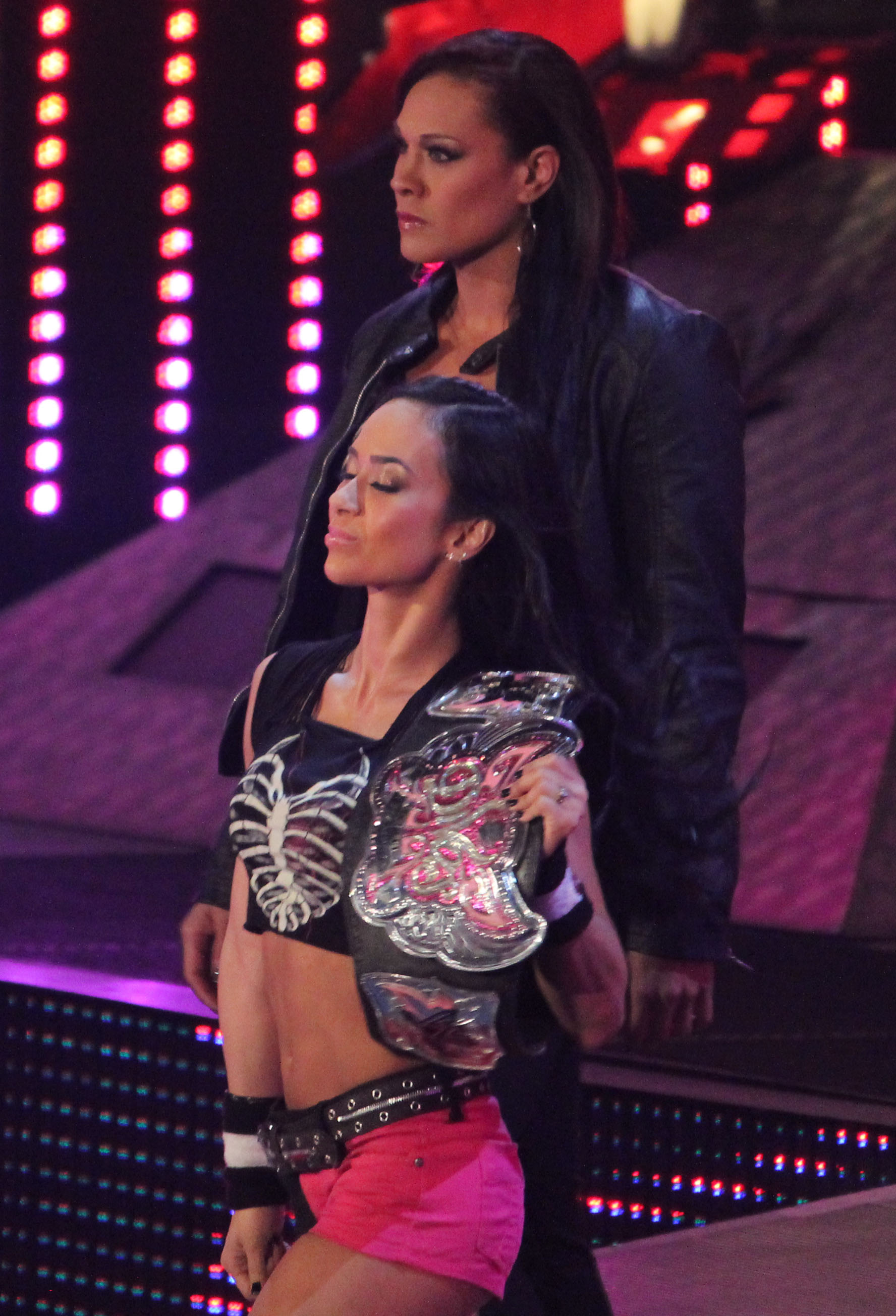
Tamina e AJ Lee nel 2014

Tamina fa il suo ritorno dopo un mese, nella puntata di Raw del 23 settembre, dove fa coppia con AJ Lee, Alicia Fox, Aksana e Layla venendo sconfitte dalle Funkadactyls (Cameron e Naomi), Natalya e le Bella Twins. Diventa in seguito la manager della Divas Champion AJ Lee. Nella puntata di Main Event del 9 ottobre, Tamina ha sconfitto Aksana. Nella puntata di Superstars del 10 ottobre, Tamina ha sconfitto Kaitlyn. Nella puntata di Raw del 14 ottobre, Tamina ha sconfitto Brie Bella. Nella puntata di Raw del 21 ottobre, Tamina e AJ sono state sconfitte dalle Bella Twins. Nella puntata di Raw del 28 ottobre, Tamina e AJ hanno sconfitto le Bella Twins. Nella puntata di Smackdown del 1º novembre Tamina, AJ e Alicia Fox sono state sconfitte da Natalya e le Bella Twins. Nella puntata di Raw del 4 novembre Tamina, AJ e Aksana sono state sconfitte da Eva Marie e le Bella Twins. Nella puntata di Smackdown dell'8 novembre, Tamina e AJ Lee hanno sconfitto le Funkadactyls. Nella puntata di Raw dell'11 novembre, Tamina ha sconfitto Nikki Bella. Nella puntata di Smackdown del 15 novembre, Tamina è stata sconfitta da Natalya. Nella puntata di Main Event del 20 novembre, Tamina ha sconfitto Naomi. Il 24 novembre, alle Survivor Series, Tamina ha preso parte a un 7 vs 7 Divas traditional Survivor Series tag team elimination match facendo parte del Team True Divas (AJ Lee, Tamina Snuka, Aksana, Kaitlyn, Summer Rae, Rosa Mendes e Alicia Fox) contro il Team Total Divas (Natalya, Bella Twins, Funkadactyls, Eva Marie e JoJo), ma è stata eliminata da Natalya; le Total Divas hanno poi vinto. Nella puntata di Raw del 25 novembre, si svolge il re-match, dove questa volta Tamina è eliminata da JoJo, e sempre con le Total Divas vittoriose. Nella puntata di Raw del 2 dicembre Tamina, AJ e Summer Rae sono state sconfitte da Natalya e le Bella Twins. Nella puntata di Smackdwon del 6 dicembre, Tamina è stata sconfitta da Natalya. Nella puntata di Raw del 9 dicembre, è stata sconfitta nuovamente da Natalya. Nella puntata di Smackdown del 13 dicembre, Tamina e AJ Lee hanno sconfitto le Bella Twins. Nella puntata di Raw del 16 dicembre Tamina, AJ Lee e Alicia Fox hanno sconfitto Natalya e le Bella Twins. Nella puntata di Smackdown del 20 dicembre, Tamina è stata sconfitta da Brie Bella. Nella puntata di Raw del 23 dicembre Tamina, Kaitlyn, Aksana, Alicia Fox, Summer Rae e Vickie Guerrero sono state sconfitte dalle Bella Twins, Natalya, Eva Marie e le Funkadactyls. Nella puntata di Main Event del 25 dicembre Tamina, AJ Lee e Aksana sono state sconfitte da Natalya e le Bella Twins. Nella puntata di Raw del 13 gennaio 2014, Tamina e AJ hanno sconfitto le Funkadactyls. Nella puntata di Smackdown del 17 gennaio, Tamina è stata sconfitta da Naomi. Nella puntata di Raw del 20 gennaio, Tamina e AJ sono state sconfitte dalle Funkadactyls. Nella puntata di Raw del 27 gennaio Tamina, AJ, Aksana e Alicia Fox sono state sconfitte dalle Bella Twins e le Funkadactyls. Nella puntata di Main Event del 29 gennaio, Tamina è stata sconfitta da Natalya. Nella puntata di Superstars del 7 febbraio, Tamina ha sconfitto Natalya. Nella puntata di Superstars del 14 febbraio, Tamina è stata sconfitta nuovamente da Natalya. Nella puntata di Superstars del 21 febbraio Tamina, Eva Marie e Summer Rae sono state sconfitte da Natalya e le Bella Twins. Nella puntata di Smackdown del 7 marzo, Tamina e AJ sono state sconfitte da Eva Marie e Natalya. Nella puntata di Raw del 10 marzo, Tamina e AJ sono state sconfitte dalle Bella Twins. Nella puntata di Smackdown del 14 marzo, Tamina è stata sconfitta da Nikki Bella. Nella puntata di Raw del 17 marzo, Tamina e AJ sono state sconfitte dalle Funkadactyls. Nella puntata di Main Event del 25 marzo Tamina, Aksana, Alicia Fox, Layla e Summer Rae hanno sconfitto Emma, Eva Marie, Natalya e le Funkadactyls. Nella puntata di Smackdown del 28 marzo, Tamina e AJ sono state sconfitte dalle Bella Twins. Nella puntata di Main Event del 1º aprile, Tamina ha sconfitto Nikki Bella. Il 6 aprile, a WrestleMania XXX, Tamina ha preso parte a un 14-Divas Invitational match per il Divas Championship detenuto da AJ Lee, la quale è riuscita a difenderlo. Nella puntata di Main Event del 15 aprile, Tamina ha preso parte a una Divas Battle royal match che avrebbe decretato la prima sfidante al Divas Championship detenuto da Paige, vincendo la contesa e guadagnandosi un match titolato. Nella puntata di Smackdown del 25 aprile, Tamina ha sconfitto Natalya. Nella puntata di Superstars del 2 maggio, Tamina ha sconfitto nuovamente Natalya. Il 4 maggio, a Extreme Rules, Tamina è stata sconfitta da Paige, non riuscendo a conquistare il Divas Championship. Nella puntata di Main Event del 6 maggio Tamina, Aksana e Alicia Fox sono state sconfitte da Natalya e le Funkadactyls. Nella puntata di NXT del 22 maggio, Tamina è stata sconfitta nuovamente da Paige. Nella puntata di Smackdown del 30 maggio, Tamina è stata sconfitta da Paige per la terza volta. Il 4 giugno ha riportato un serio infortunio al ginocchio che ha richiesto un intervento chirurgico e un lungo periodo fuori dal ring.

#### Team B.A.D. (2015–2016)
Tamina fa il suo ritorno nella puntata di Raw del 4 maggio 2015, dove si allea con Naomi e, attaccando le Bella Twins (Brie Bella e Nikki Bella), colpisce la Divas Champion Nikki Bella con un superkick. Nella puntata di Smackdown del 7 maggio esegue un altro superkick, questa volta ai danni di Emma, dopo il suo match perso contro Naomi. Nella puntata di Raw dell'11 maggio, Tamina ha sconfitto Brie Bella. Nella puntata di Main Event del 15 maggio, Tamina e Naomi hanno sconfitto Alicia Fox e Natalya. Il 17 maggio, a Payback, Tamina e Naomi hanno sconfitto le Bella Twins. Nella puntata di Raw del 18 maggio, interferisce nel Divas Championship Match tra Nikki Bella e Naomi, colpendo con un superkick la campionessa; le due continuano ad attaccare Nikki fino all'intervento della rientrante Paige, che soccorre Nikki cacciando dal ring Naomi e Tamina e colpendo con la Ram-Paige la Divas Champion. Nella puntata di Raw del 25 maggio, Tamina ha sconfitto Paige. Nella puntata di Main Event del 12 giugno, Tamina e Naomi hanno sconfitto Emma e Layla, schienando Layla con il superkick. Nella puntata di Raw del 22 giugno, Tamina e Naomi sono state sconfitte dalle Bella Twins. Il 4 luglio, a The Beast in the East, Tamina non è riuscita a conquistare il titolo di Nikki Bella in un Thriple Threat match che includeva anche Paige. Nella puntata di Smackdown del 9 luglio, Tamina e Naomi sono state sconfitte da Alicia Fox e Brie Bella. Nella puntata di Raw del 13 luglio, il Team Bella (Alicia Fox, Brie Bella e Nikki Bella) si trova sul ring quando viene interrotto da Stephanie McMahon, la quale afferma che è tempo di rivoluzione nella Divas Division; quindi introduce Becky Lynch e Charlotte Flair, che si alleano con Paige, mentre Sasha Banks si allea con Naomi e Tamina, facendo scattare così una rissa fra i tre team. Nella puntata di Raw del 10 agosto, il Team B.A.D. (Tamina, Naomi e Sasha Banks) è stato sconfitto dal Team Bella. Nella puntata di Raw del 17 agosto, Tamina è stata sconfitta da Becky Lynch. Il 23 agosto, a SummerSlam, il Team B.A.D. viene sconfitto dal Team PCB in un Triple threat elimination tag team match che comprendeva anche il Team Bella, quando Tamina è stata schienata da Brie Bella. Nella puntata di Smackdown del 3 settembre, Tamina è stata sconfitta da Charlotte. Nella puntata di Main Event del 26 settembre, il Team B.A.D. ha sconfitto il Team Bella. Nella puntata di Smackdown del 1º ottobre, il Team B.A.D. ha sconfitto nuovamente il Team Bella. Nella puntata di Raw del 5 ottobre, il Team B.A.D. ha sconfitto il Team Bella per la terza volta. Nella puntata di Main Event del 17 ottobre, Tamina e Naomi sono state sconfitte dalle Bella Twins. Nella puntata di Smackdown del 5 novembre, Tamina è stata sconfitta da Natalya. Il 23 dicembre, a Tribute to the Troops, il Team B.A.D. e Paige hanno sconfitto Alicia Fox, Brie Bella, Charlotte e Becky Lynch. Nella puntata di Smackdown del 31 dicembre, Tamina e Naomi sono state sconfitte da Alicia Fox e Brie Bella. Nella puntata di Main Event del 16 gennaio 2016, Tamina è stata sconfitta da Alicia Fox. Nella puntata di Raw del 18 gennaio, Tamia è stata sconfitta da Becky Lynch. Nella puntata di Raw del 1º febbraio, Tamina e Naomi interferiscono nel match tra Becky Lynch e Sasha Banks, attaccando entrambe; quindi la Banks lascia il Team B.A.D.. Nella puntata di Main Event del 5 febbraio, Tamina e Naomi hanno sconfitto Natalya e Paige. Nella puntata di Raw dell'8 febbraio, Tamina ha sconfitto Becky Lynch. Nella puntata di Smackdown del 18 febbraio, Tamina è stata sconfitta da Sasha Banks. Il 21 febbraio, a Fastlane, Tamina e Naomi sono state sconfitte da Becky Lynch e Sasha Banks. Nella puntata di Main Event del 4 marzo Tamina, Naomi e Summer Rae sono state sconfitte da Brie Bella, Natalya e Paige. Nella puntata di Raw del 7 marzo, Tamina e Naomi sono state sconfitte da Becky Lynch e Sasha Banks. Nella puntata di Main Event dell'11 marzo, Tamina e Naomi hanno sconfitto Natalya e Paige. Nella puntata di Raw del 14 marzo, Tamina e Naomi hanno sconfitto Alicia Fox e Brie Bella. Il 3 aprile, a WrestleMania 32, Tamina e Naomi, affiancate a Emma, Lana e Summer Rae sono state sconfitte dal Team Total Divas composto da Alicia Fox, Brie Bella, Eva Marie, Natalya e Paige. Nella puntata di Raw del 18 aprile Tamina, Naomi, Summer e la Women's Champion Charlotte Flair sono state sconfitte da Becky Lynch, Paige, Natalya e Sasha Banks. Nella puntata di Smackdown del 21 aprile, Tamina e Naomi sono state sconfitte da Natalya e Paige. Successivamente, sia Tamina che Naomi hanno riportato degli infortuni, dissociando quindi il Team BAD.

#### Varie alleanze (2017–2019)
Tamina ha fatto il suo ritorno nella puntata di SmackDown dell'11 aprile 2017 apparendo dinanzi alle altre lottatrici del roster. Il 21 maggio, a Backlash Tamina, Carmella e Natalya hanno sconfitto Becky Lynch, Charlotte Flair e la SmackDown Women's Champion Naomi. Nella puntata di SmackDown del 6 giugno Tamina, Carmella e Natalya hanno sconfitto Becky Lynch, Charlotte Flair e Naomi grazie all'intervento della debuttante Lana, che diventa la nuova manager di Tamina. Nella puntata di SmackDown del 13 giugno, Tamina è stata sconfitta da Naomi in un match non titolato. Il 18 giugno, a Money in the Bank, Tamina ha partecipato all'omonimo Ladder match (il primo nella storia disputato da lottatrici), assieme a Becky Lynch, Carmella, Charlotte Flair e Natalya, ma il match è stato vinto da Carmella grazie all'intervento di James Ellsworth. Nella puntata di SmackDown del 27 giugno, Tamina ha partecipato nuovamente al Money in the Bank Ladder match (fatto ripartire dal General Manager Daniel Bryan a causa dell'interferenza di James Ellsworth) insieme a Becky Lynch, Carmella, Charlotte Flair e Natalya, ma il match è stato vinto da Carmella, la quale è diventata l'indiscussa detentrice della valigetta. Nella puntata di SmackDown dell'11 luglio, Tamina e Natalya hanno sconfitto Becky Lynch e Charlotte Flair grazie all'intervento di Lana. Il 23 luglio, a Battleground, Tamina ha partecipato ad Fatal 5-Way Elimination match che includeva anche Becky Lynch, Charlotte Flair, Lana e Natalya per determinare la contendente nº1 allo SmackDown Women's Championship di Naomi per SummerSlam, venendo eliminata da Becky Lynch. Nella puntata di SmackDown del 25 luglio, Tamina e Lana sono state sconfitte da Becky Lynch e Charlotte Flair. Nella puntata di SmackDown del 29 agosto, Tamina ha sconfitto facilmente una jobber locale. Nella puntata di SmackDown del 19 settembre, Tamina ha partecipato ad un Fatal 4-Way match che comprendeva anche Becky Lynch, Charlotte Flair e Naomi per determinare la contendente nº 1 allo SmackDown Women's Championship di Natalya, ma il match è stato vinto da Charlotte. Nella puntata di SmackDown del 17 ottobre Tamina, Lana e Natalya sono state sconfitte da Charlotte Flair, Becky Lynch e Naomi. Nella puntata di SmackDown del 24 ottobre, Tamina ha partecipato ad un Fatal 5-Way match che includeva anche Becky Lynch, Carmella, Charlotte Flair e Naomi con in palio la possibilità di diventare il capitano del Team femminile di SmackDown per Survivor Series, ma il match è stato vinto da Becky. Il 19 novembre, a Survivor Series, Tamina ha preso parte al 5-on-5 Traditional Survivor Series Women's Elimination match contro il Team Raw, ma è stata eliminata da Asuka, mentre il suo team è stato sconfitto. Nella puntata di SmackDown del 5 dicembre, Tamina è stata sconfitta dalla SmackDown Women's Champion Charlotte Flair. Nella puntata di SmackDown del 2 gennaio 2018 Tamina, Carmella e Natalya sono state sconfitte dalla Riott Squad (Liv Morgan, Ruby Riott e Sarah Logan). Il 28 gennaio, alla Royal Rumble, Tamina ha partecipato all'omonimo match femminile entrando col numero 7, ma è stata eliminata da Lita. Successivamente, Tamina ha subito un intervento chirurgico alla spalla che l'ha costretta ad uno stop durato circa nove mesi.
Tamina ha fatto il suo ritorno nella puntata di Raw del 15 ottobre 2018 perdendo un tag team match assieme a Dana Brooke contro Ember Moon e Nia Jax. Nella puntata di Raw del 22 ottobre, Tamina ha partecipato ad un Fatal 4-Way match che comprendeva anche Dana Brooke, Ember Moon e Nia Jax, ma è stato vinto dalla Moon. Il 28 ottobre, ad Evolution, ha partecipato alla 20-Women Battle Royal match dove la vincitrice avrebbe guadagnato una title-shot dal suo roster di appartenenza, ma è stata eliminata da Ember Moon. Nella puntata di Raw del 5 dicembre, si presenta sul ring dopo il match tra Nia Jax e Ember Moon, vinto dalla Jax; le due si alleano e attaccano la Moon. Nella puntata di Raw del 12 novembre, Tamina ha sconfitto Ember Moon. Il 18 novembre, alle Survivor Series, Tamina ha preso parte al 5-on-5 Traditional Survivor Series Women's Elimination match contro il Team SmackDown, ma è stata eliminata da Carmella; ciononostante, il Team Raw ha vinto l'incontro. Nella puntata di Raw del 19 novembre, Tamina e Nia Jax hanno sconfitto Bayley e Sasha Banks. Nella puntata di Raw del 3 dicembre, Tamina e Nia Jax vengono sconfitte da Ember Moon e la Raw Women's Champion Ronda Rousey. Nella puntata di Raw del 10 dicembre, Tamina accompagna Nia Jax sul ring per avere un confronto con Ronda Rousey e mentre le due si apprestano ad attaccarla, corre Ember Moon in soccorso della Rousey; più tardi, Tamina viene sconfitta da Ember, match nel quale la Jax ha cercato di interferire ma è stata fermata da Ronda. Il 20 dicembre, a Tribute to the Troops, Tamina e Nia Jax hanno preso parte ad un Triple threat tag team match che includeva Ronda Rousey & Natalya e la Riott Squad (rappresentata da Liv Morgan e Sarah Logan), perdendo il match con la Rousey che sottomette Liv e Sarah contemporaneamente. Nella puntata di Raw del 31 dicembre, Tamina e Nia Jax sono state sconfitte da Ronda Rousey e Natalya. Nella puntata di Raw del 14 gennaio 2019, Tamina e Nia sono state sconfitte da Ronda Rousey e Sasha Banks. Il 27 gennaio, alla Royal Rumble partecipa al Royal Rumble match femminile entrando con il numero 10, elimina Mickie James, ma viene poi scacciata fuori da Charlotte Flair. Nella puntata di Raw del 28 gennaio, in coppia con Nia, sconfigge Alexa Bliss e Mickie James, ottenendo la possibilità di competere per i Women's Tag Team Championship ad Elimination Chamber. Nella puntata di Raw dell'11 febbraio, Tamina e Nia hanno vinto un Triple-Threat Tag match che includeva le Boss 'n' Hug Connection (Bayley e Sasha Banks) e la Riott Squad (Liv Morgan e Sarah Logan). Il 17 febbraio, a Elimination Chamber, Nia e Tamina sono state sconfitte da Bayley e Sasha Banks (Raw), The IIconics (Billie Kay e Peyton Royce) (SmackDown), Mandy Rose e Sonya Deville (SmackDown), Carmella e Naomi (SmackDown) e la Riott Squad (Liv Morgan e Sarah Logan) (Raw) nell'Elimination Chamber match, vinto da Bayley e Sasha, le quali diventano le prime detentrici dei Women's Tag Team Championship. Nella puntata di Raw del 4 marzo, Tamina ha sconfitto Sasha Banks. Il 10 marzo, a Fastlane, Tamina e Nia sono state sconfitte da Bayley e Sasha Banks per i Women's Tag Team Championship; a fine match attaccano la Hall of Famer Beth Phoenix, che viene salvata da Natalya. Nella puntata di Raw del 1º aprile Tamina, Nia Jax e le IIconics sono state sconfitte da Natalya, Bayley, Beth Phoenix e Sasha Banks. Il 7 aprile, a WrestleMania 35, Nia Jax e Tamina hanno preso parte a un Fatal 4-Way Tag Team match per i Women's Tag Team Championship contro le campionesse Boss 'n' Hug Connection, le IIconics e le Divas of Doom (Natalya e Beth Phoenix), ma il match è stato vinto dalle IIconics.

#### Apparizioni sporadiche (2019–2024)
In seguito all'infortunio di Nia Jax, Tamina ritorna a competere in singolo. Nella puntata di Main Event del 18 aprile, Tamina è stata sconfitta da Dana Brooke. Nella puntata di Main Event del 3 maggio, Tamina e Alicia Fox sono state sconfitte dalle IIconics (Billie Kay e Peyton Royce). Nella puntata di Main Event del 24 maggio, Tamina è stata sconfitta da Natalya. Nella puntata di Main Event del 7 giugno, Tamina e Sarah Logan sono state sconfitte da Dana Brooke e Natalya. Nella puntata di Main Event del 10 luglio, Tamina è stata sconfitta da Natalya. Il 6 ottobre, a Hell in a Cell, Tamina ha schienato Carmella nel backstage conquistando il 24/7 Championship, il suo primo titolo in WWE, perdendolo però dopo poco contro R-Truth.
Per effetto del WWE Draft, il 13 ottobre Tamina è passata al roster di SmackDown. Nella puntata di SmackDown del 1º novembre, Tamina lotta durante un dark match battendo la jobber Divya Ch. Nella puntata di SmackDown del 15 novembre, Tamina compare sul ring insieme alle altre superstars dello stesso roster durante una rissa, contro quello di NXT. Il 26 gennaio 2020, alla Royal Rumble, Tamina ha preso parte alla terza edizione del Women's Royal Rumble match entrando col numero 14, ma dopo 39 secondi è stata eliminata da Bianca Belair. Nella puntata di SmackDown del 20 marzo, viene annunciato da Paige che a WrestleMania 36 Tamina prenderà parte ad un Six-pack challenge elimination match per lo SmackDown Women's Championship alla quale le partecipanti sono Naomi, Dana Brooke, Lacey Evans, Sasha Banks e la campionessa Bayley; qualche giorno dopo, la Brooke viene tagliata fuori dall'incontro, che diventa quindi un 5-way elimination match. Nella puntata di SmackDown del 27 marzo, Tamina fa la sua prima apparizione nel roster in seguito al Draft incamminandosi sul ring con le già presenti avversarie Lacey Evans, Naomi, Bayley e Sasha Banks, prendendosela con Lacey e Naomi, mentre Bayley e Sasha infieriscono ulteriormente su Naomi, prima di abbandonare il ring, fissando intimorite Tamina presente al centro del quadrato. Nella puntata di SmackDown del 3 aprile, Tamina ha vinto un Triple threat match contro Lacey Evans e Naomi, sfruttando l'intervento di Sasha Banks ai danni della Evans e una distrazione di Bayley su Naomi, schienandola; a fine match, Bayley cerca di calmare le acque, ma dopo una stretta di mano Tamina la colpisce con un superkick, e poi stende anche la Banks con un samoan drop. Il 5 aprile, durante la seconda serata di WrestleMania 36, Tamina prende parte al 5-way elimination match insieme a Lacey Evans, Naomi, Sasha Banks e la campionessa Bayley valevole per lo SmackDown Women's Championship, ma è stata eliminata per prima da tutte le altre, mentre Bayley ha difeso il titolo.
Nella puntata di SmackDown del 10 aprile, Tamina interrompe un promo di Bayley e Sasha Banks raggiungendole sul ring, dove la campionessa prova a ingraziarsela riempiendola di complimenti, ma viene interrotta bruscamente dalla samoana, Tamina dice che nessuna l’ha battuta, ci sono volute tutte e quattro le avversarie per eliminarla, quindi ora vuole un match uno contro uno per il titolo. Sasha prende le difese della sua amica e dice a Tamina che non è nella posizione di avanzare richieste visto che è sparita per un anno. Bayley dice però di voler essere equa e accetta la sfida, ma alla condizione che Tamina riesca prima a battere la Banks. Quest'ultima è tutt’altro che contenta dall’idea, mentre Tamina accetta e dice a Sasha che la sua amichetta l’ha appena fregata, effettuando dunque un turn-face. Nella puntata di SmackDown del 17 aprile, Tamina ha sconfitto Sasha Banks, grazie all'intervento di Lacey Evans che blocca un'interferenza di Bayley, guadagnandosi una shot allo SmackDown Women's Championship contro Bayley a Money in the Bank. Nella puntata di SmackDown del 24 aprile, Tamina colpisce con un superkick la campionessa Bayley sullo stage, mentre Sasha assiste intimorita. Nella puntata di SmackDown del 1º maggio, Tamina viene intervistata nel backstage e le viene chiesto se pensa che Sasha Banks possa rappresentare un rischio nel suo match contro Bayley. Tamina risponde che ci sono volute quattro avversarie per abbatterla a WrestleMania e non si farà certo intimorire da quelle due; arriva proprio la Banks, che cerca di ricordare a Tamina il loro passato insieme nel Team BAD, ma si rivela un diversivo per permettere a Bayley di colpirla alle spalle, la samoana riesce a liberarsi e si scatena la rissa, nella quale si intromette anche Lacey Evans. Nella puntata di SmackDown dell'8 maggio, Tamina e Lacey Evans hanno sconfitto Bayley e Sasha Banks. Il 10 maggio, a Money in the Bank, Tamina ha sfidato Bayley per lo SmackDown Women's Championship, ma è stata sconfitta a causa di una distrazione da parte di Sasha Banks. Nella puntata di SmackDown del 19 giugno, Tamina è nel backstage con Alexa Bliss, Dana Brooke Lacey Evans e Naomi parlando di Bayley e Sasha Banks, tutte vogliono sfidarle e ottenere una chance per il titolo, la Brooke dice che le due le hanno sempre sottovalutate e adesso è il momento di mostrare di essere delle valide contendenti. Alexa la interrompe e poi chiede che fine ha fatto Nikki Cross. Nella puntata di SmackDown del 10 luglio, Tamina prende parte ad un Karaoke Showdown presentato da Jey Uso insieme a Dana Brooke, Lacey Evans e Naomi giudicato dal pubblico presente, che vede la vittoria di Naomi. Lacey non la prende bene e la attacca ufficializzando un incontro immediato fra le due, mentre Dana e Tamina sono a bordo ring; durante il match, Tamina interviene per separare Dana e Lacey dopo che questa l'aveva spintonata mentre la prima cercava di capire la sua reazione, però anch'essa viene lanciata dalla Evans, che fa ritorno sul quadrato venendo attaccata alle spalle da Dana e Tamina, azzuffandosi anche fra di loro, terminano il match in no contest. Nella puntata di SmackDown del 14 agosto, Tamina prende parte alla Triple-Brand Battle Royal match per determinare la nº1 contender allo SmackDown Women's Championship detenuto da Bayley a SummerSlam, dove ha eliminato Nikki Cross, ma è stata eliminata da Bianca Belair. Nella puntata di SmackDown dell'11 settembre, ha partecipato a un Fatal 4-Way valevole per un'opportunità titolata per il WWE SmackDown Women's Championship, dove ha affrontato Nikki Cross, Alexa Bliss e Lacey Evans, che ha visto come vincitrice Nikki Cross. Il 12 ottobre a Raw, ha partecipato a un Interbrand 14-Women's Battle Royal Match , con in palio l'opportunità titolata per il Raw Women's Championship detenuto da Asuka, ma è stata eliminata da Nia Jax.Quella stessa settimana, per effetto del Draft viene confermata come parte del roster femminile di SmackDown. Nella puntata di SmackDown del 13 novembre ha avuto l'opportunità di qualificarsi per il Team SmackDown di Survivor Series combattendo un match contro Natalya, Chelsea Green e Liv Morgan, ma quest'ultima ha vinto la contesa schienando proprio Tamina. Nella puntata di SmackDown del 20 novembre, affronta Natalya in un match di qualificazione per il Team Smackdown femminile a Survivor Series, ma è stata sconfitta per sottomissione.

## Personaggio

### Mosse finali

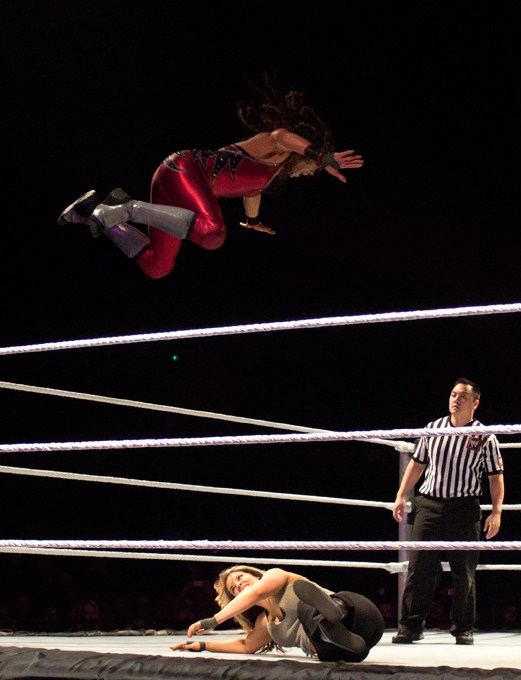
Tamina mentre esegue uno Diving splash

- Superfly Splash (Splash)[4]
- Superkick[4]

## Titoli e riconoscimenti
- Pro Wrestling Illustrated
  - 18ª tra le 50 migliori wrestler femminili nella PWI Female 50 (2012)

- WWE
  - WWE 24/7 Championship (9)
  - WWE Women's Tag Team Championship (1) – con Natalya

- Wrestling Observer Newsletter
  - Worst Worked Match of the Year (2013) con AJ Lee, Aksana, Alicia Fox, Kaitlyn, Rosa Mendes e Summer Rae vs. Brie Bella, Cameron, Eva Marie, JoJo, Naomi, Natalya e Nikki Bella
  - Worst Feud of the Year (2015) Team B.A.D. vs. Team Bella vs. Team PCB

## Filmografia
- Hercules: il guerriero, regia di Brett Ratner (2014)